# ليون كورتيس
ليون كورتيس هو سياسي أمريكي، ولد في 4 مارس 1861 في مقاطعة كليكيتات في الولايات المتحدة، وتوفي في 18 أكتوبر 1934 في ذا داليس في الولايات المتحدة. نشط حزبياً في الحزب الجمهوري. وقد انتخب عضو مجلس نواب واشنطن ‏.